# Shin Megami Tensei: Lucifer’s Call
Shin Megami Tensei: Lucifer's Call – gra z gatunku jRPG wydana na konsolę PlayStation 2 20 lutego 2003 roku. W Japonii i Stanach Zjednoczonych znana pod nazwą Shin Megami Tensei III: Nocturne. Trzecia gra z serii Shin Megami Tensei wydana w 9 lat po drugiej części. Gracz wciela się w bezimiennego bohatera – pół-człowieka, pół-demona.
Wersja reżyserska gry zatytułowana Shin Megami Tensei III: Nocturne Maniax została wydana w Japonii 29 stycznia 2004 roku. Dodano w niej dodatkową lokację – Labirynt Amala, szóste zakończenie gry oraz postać Dantego z serii gier Devil May Cry. Wersje wydane na rynek zachodni są tłumaczeniami wersji reżyserskiej gry.
Do gier zamówionych w przedsprzedaży na terenie Stanów Zjednoczonych dołączono dodatkową płytę CD zawierającą ścieżkę dźwiękową z gry.
Do limitowanej edycji gry Shin Megami Tensei: Devil Summoner 2: Raidou Kuzunoha vs. King Abaddon, zatytułowanej Devil Summoner: Kuzunoha Raidō Tai Abaddon Ō Plus wydanej w Japonii 23 października 2008 roku dodano nową wersję gry zatytułowaną Shin Megami Tensei III: Nocturne Maniax Chronicle Edition, w której miejsce Dantego zajął Raidou Kuzunoha z serii gier Devil Summoner.

## Przebieg gry

### Bitwy
Bitwy w grze opierają się o zmodyfikowany turowy system walk. Ilość tur możliwych do wykorzystania przez drużynę jest ukazana w prawym górnym rogu ekranu w postaci ikon. Każda akcja, jak na przykład atak, wykorzystanie umiejętności, przedmiotów, kontaktowanie się z demonami lub przyzywanie ich, w normalnych warunkach wykorzystuje jedną turę. Wyjątkiem są sytuacje, gdy walcząca postać wykona trafienie krytyczne, wykorzysta słabość przeciwnika lub przeczeka ruch. W takim przypadku postać straci jedynie połowę tury i będzie mogła wykorzystać drugą połowę jako dodatkową kolejkę ruchu. Niewykorzystana połowa kolejki przepada. Niektórym demonom (zazwyczaj bossom) przysługuje więcej niż jedna kolejka ruchu.

### Negocjacje z demonami
Kluczowym elementem rozgrywki jest rozmowa i negocjacje z demonami. Główny bohater może wykonywać 1 ruch w czasie tury, więc aby zwiększyć szanse przeżycia musi zdobywać sprzymierzeńców. W systemie negocjacji z demonami postać mówiąca (zazwyczaj główny bohater, choć nie zawsze) próbuje nakłonić wrogiego demona do przyłączenia się do drużyny gracza. Do udanej negocjacji muszą zostać spełnione dwa warunki:
1. Musi być przynajmniej jedno zapasowe miejsce w drużynie.
2. W drużynie nie może znajdować się demon z tego samego klanu, co cel rekrutacji.

Niektóre demony mogą zostać przekupione pieniędzmi lub przedmiotem, podczas gdy inne wymagają odpowiedzi na pytania natury filozoficznej (np. "Czy zazdrościsz roślinom natury ich życia?"). Niektóre dadzą się skusić pięknemu mówcy, inne oczekują komplementów, a jeszcze inne przyłączą się bez chwili wahania. Niektóre mogą odmówić przyłączenia się z powodu wyznawania przeciwstawnych idei, różnicy w poziomie doświadczenia, lub też z powodu niezrozumienia postaci, czy też poprzez kaprys.
Negocjacje ulegają gruntownym zmianom podczas gdy "księżyc" Kagutsuchi jest w pełni – demony czują się wtedy poruszone i pijane przypływem mocy. Negocjacje zawsze zakończą się niepowodzeniem w stosunku do bossów, demonów żyjących w Labiryncie Amala i spotykanych w Sieci Amala (Amala Network).

### Magatama
Główny bohater zdobywa umiejętności dzięki wykorzystaniu żywych pasożytów zwanych Magatama. Magatama dają nosicielowi dostęp do demonicznych mocy. W grze występuje łącznie 25 różnych Magatama. Podnoszenie poziomu danych Magatama ma także wpływ na wyniki negocjacji z demonami określonego typu. Magatama działają w następujący sposób:
1. Gdy bohater zdobywa poziom doświadczenia wykorzystując Magatama istnieje możliwość nauczenia się nowej umiejętności, a Magatama może wpaść w szał.
2. Aby bohater nauczył się danej umiejętności od Magatama musi być na odpowiednim poziomie doświadczenia, określanym przez Magatama.
3. Jeśli Magatama wpadnie w szał to oddziałuje na bohatera w sposób losowy. Na przykład może go wyleczyć, zwiększyć jego statystyki lub też wpłynąć na bohatera negatywnie.

Bohater może wyuczyć się jedynie 8 umiejętności. Jeśli lista umiejętności jest pełna, a chce nauczyć się nowej, musi zastąpić nią jedną z wcześniej poznanych.
Unikalnym aspektem niektórych Magatama jest zmiana rodzaju demonów, do jakiej należy. Domyślnie głównie bohater należy do "potworów" (Fiend). Zmiany te wpływają na wyniki negocjacji z demonami, co jest spowodowane różnym nastawieniem do siebie określonych gatunków. Mimo zmian tytularnych fabularnie główny bohater zawsze kwalifikuje się do rodziny Fiend. Magatama dzielą się na trzy rodzaje: Mrok, Światło i Rodzaj Neutralny. Tytuł bohatera zmienia się zależnie od tego, który z rodzajów Magatama został najlepiej opanowany. Zmiany w tytule mają niewielki wpływ na przebieg rozgrywki. Wyjątkiem jest Trzecia Kalpa Labiryntu Amala, gdzie zależnie od tytułu bohater może podążyć jedną z trzech dróg.

## Postacie

### Główny bohater
Główny bohater w grze jest bezimienny. W serii drama CD wzorowanej na grze nadano mu imię Naoki Kashima (jap. 嘉嶋尚紀 Kashima Naoki), natomiast w opowiadaniu Shin Megami Tensei III: Nocturne Konton autorstwa Toumon Boogey nosi on imię Shin Managi (jap. 間薙シン Managi Shin). W grze rzadko się odzywa, a jego osobowość kształtowana jest decyzjami gracza.
Protagonista jest przeciętnym uczniem szkoły średniej. Interesuje się grami wideo i okultyzmem. Bierze udział w Poczęciu (Conception) – końcu świata – gdy odwiedza w szpitalu swoją nauczycielkę – Yuko Takao. Jego podróż po Świecie Odmętu (Vortex World) rozpoczyna się w momencie, gdy otrzymał demoniczne mocne płynące z symbiozy z Magatama, które dał mu Lucyfer. Jako że ma ciało demona a serce człowieka wiele postaci mówi na niego pół-potwór (Demi-fiend).
W jednym z momentów w grze Isamu mówi, że główny bohater jest łatwowierny: pomaga ludziom, ale nazbyt im ufa. Pozwala to stwierdzić, że protagonista jest opiekuńczą osobą, choć czasami naiwną.

### Yuko Takao
Nauczycielka w szkole średniej, do której uczęszcza główny bohater. Jest lubiana wśród uczniów, gdyż przekłada umiejętność logicznego myślenia nad wkuwanie materiału na pamięć. Łączy siły z Hikawa, aby doprowadzić do Poczęcia, bo jest zmęczona światem, w którym ludzie bezsensownie marnują swój potencjał, bez energii lub siły by cokolwiek zmienić. Jako Dziewica w Świecie Odmętu pełni funkcję podstawy świata wolności, lecz zostaje wykorzystana przez Hikawa jako narzędzie do stworzenia świata, w którym nic się nigdy nie zmienia.
Jej wadą jest brak poczucia własnej wartości i brak wiary w możliwość zmiany świata z wykorzystaniem własnej siły. Przez to jest łatwo wykorzystywana przez ludzi pokroju Hikawa, pewnych siebie i mających przekonanie do walki w imię obranego celu. Yuko uważa, że jest tylko słabym człowiekiem niezdolnym do zmiany tak wielkiego świata. W rzeczywistości już we wcześniejszym świecie była szanowana przez uczniów i miała pozytywny wpływ na zmianę ich życia.
Wyznaje boginię zwaną Aradia, byt pochodzący z nierealnego świata. Jako że Aradia nie posiada rzeczywistej mocy może dać swoim wyznawcom jedynie nadzieję. Od czasu do czasu bierze w posiadanie ciało Yuki, aby rozmawiać z głównym bohaterem. Podczas opętania twarz Yuko zostaje zastąpiona świecącą fioletową plamą Rorschacha, jej ciało kołysze się miarowo czasami drgając.

### Chiaki Hayasa
Koleżanka z klasy głównego bohatera. Pochodzi z rodziny z wyższych sfer i ma skłonności do patrzenia z góry na ludzi. Zostaje wplątana w Poczęcie podobnie jak Isamu. Z początku czuje się zagubiona i przestraszona, lecz szybko adaptuje się do praw rządzących Światem Odmętu i podąża ścieżką stworzenia. Uznaje poprzedni świat za zbyt zaśmiecony – pełny niepotrzebnych rzeczy. Decyduje się stworzyć prosty, pierwotny świat, w którym silni mają władzę absolutną, a słabi nie istnieją. Przez to ustanawia Imperatyw Yosuga.
Przyczyną powstania Imperatywu Yosuga są przeżycia Chiaki. Ze świata, w którym zawsze dostawała to, czego chce zostaje strącona do świata, w którym w porównaniu z demonami jest słaba i bezsilna. Jej główną wadą jest duma – jeśli szukałaby pomocy u innych, mogłaby zdać sobie sprawę z własnej słabości i w konsekwencji dorosnąć. Zamiast tego sama walczy z przeciwnościami losu w Świecie Odmętu, przez co rośnie w niej nienawiść do klasy niższej, w której się znalazła i poprzysięga sobie, że taka sytuacja nigdy się nie powtórzy. W rezultacie pragnie świata bez klasy niższej, do której mogłaby trafić. W takim świecie teoretycznie byłaby wiecznie bezpieczna.
Jednak w takim świecie zawsze znalazłby się ktoś słabszy. Jedyną możliwością przetrwania w nim byłoby dla Chiaki stanie się najsilniejszą z silnych. Uważa, że jako stworzyciel nowego świata tak właśnie będzie. Jak na ironię świat wiecznego bezpieczeństwa byłby dla niej światem wiecznej paranoi i męki, świat, w którym musi bronić swojej pozycji przed każdym niebezpieczeństwem – realnym lub urojonym – przez resztę swoich dni.
W japońskiej wersji gry Chiaki nosi nazwisko Tachibana. W angielskiej lokalizacji gry nazwisko zostało zmienione ze względu na limit ilości znaków w imieniu postaci.

### Isamu Nitta
Kolega z klasy głównego bohatera. Z natury jest spokojny, czasami zarozumiały. Przed Poczęciem był pewny siebie i niezależny. Po Poczęciu z trudem radzi sobie w nowym świecie i instynktownie szuka pomocy Yuko i głównego bohatera. Po nieudanych próbach odnalezienia Yuko traci wszelką wiarę w ludzi, zrywa więzy z przyjaciółmi i opiera swą nadzieję na sile i wygodzie. Postanawia stworzyć świat, w którym Jaźń jest absolutem i nikt nie może ingerować w sprawy innych. Tworzy tym samym Imperatyw Musubi.
Isamu wydaje się nie zdawać sobie sprawy ze sprzeczności pomiędzy jego filozofią a zachowaniem. Uważa, że jednostki powinny być z natury odizolowane od siebie, lecz sam poszukuje u innych pomocy, wsparcia i siły do ustanowienia własnego Imperatywu. Isamu jest bezgranicznie rozpuszczony. Pragnie stworzyć świat Musubi nie z wiary w siłę jednostki, lecz aby mógł robić co zechce bez żadnych konsekwencji.

### Hikawa
Dyrektor techniczny Cybers, wielkiej firmy działającej w branży komunikacyjnej, oraz były wysoki rangą oficer w kulcie Gaea, obecnie uznany za renegata. Zamieszki oficjalnie określone jako starcie pomiędzy demonstrantami proekologicznymi a ochroną firmy w rzeczywistości były próbą ataku kultu na Hikawę. Odpowiedzialny za wywołanie Poczęcia, chce wykorzystując Yuko stworzyć świat Shijima. Ma być niezmiennym trwaniem o systemie kastowym, gdzie każdy ma swoje miejsce.